# Simon Procter

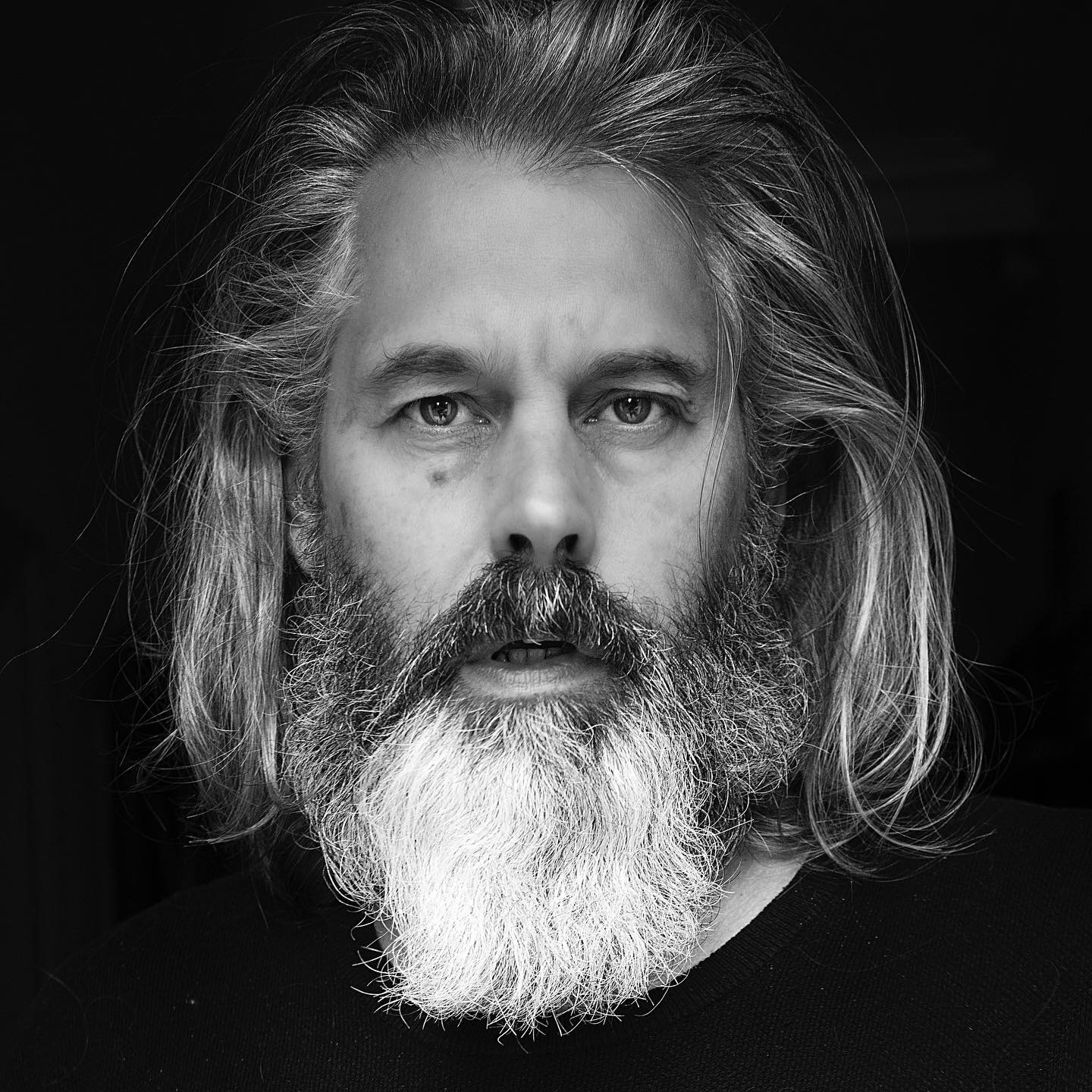
Simon Procter (2021)

Simon Procter (* 11. August 1968 in Lancashire) ist ein britischer Künstler und Fotograf. Er lebt in Paris, New York und London. Bekannt wurde er durch seine enge Zusammenarbeit mit Karl Lagerfeld, John Galliano and Vivienne Westwood. Durch seine Arbeiten mit den bekanntesten Fashion-Designern der Welt gilt Simon Procter als einer der bedeutendsten Mode-Fotografen seiner Zeit. Heute hängen seine Werke weltweit in vielen Museen und Galerien.

## Leben
Simon Procter wurde in Lancashire, Nordengland, geboren und wuchs in Royston, einem kleinen Bergbaudorf in South Yorkshire, als Sohn eines Stahlarbeiters auf. Derzeit lebt Procter zwischen Paris, New York und einem Bauernhaus in Nordfrankreich. Er hat zwei Kinder, seinen Sohn Loup und seine Tochter Brune.

## Fotografie
Simon Procter studierte viele Jahre Bildende Kunst, wobei er sich ursprünglich sowohl auf Malerei als auch auf Bildhauerei konzentrierte, und schloss das Studium mit einem B.A. Honours Degree in Bildender Kunst an der Trent University, UK ab. Er zog Ende der 90er Jahre nach Paris und lernte bei verschiedenen Gelegenheitsjobs in der Stadt einen der Mitarbeiter von Visionaire kennen und begann sich mit Fotografie auseinanderzusetzen.
Etwa 2005 arbeitet er als Fotograf und fotografiert die internationale Kampagne für Nike. Darüber hinaus produziert er für Reebok, Speedo, Adidas, Nokia, Hilfiger, Hastens, Marriott, Mont Blanc, Falke, L' Oréal und viele andere. Seine Fotografien erscheinen weltweit in Magazinen, wie V Magazine, Vogue oder Harper’s Bazaar und in den Magazinausgaben der New York Times, The Independent und The Daily Telegraph.
2007 begann die Zusammenarbeit mit dem englischen Modedesigner Alexander McQueen. 2008 kreiert Vivienne Westwood mit Simon Procter „The Magic of Fashion“ eine Fotoserie mit der Harry-Potter-Film-Darstellerin Emma Watson. Die Story wird im 342 Seiten starken Harper’s-Bazaar-Buch „Fabulous Fashion“ publiziert.
Simon Procter lernte 2009 den John Galliano kennen (u. a. Chefdesigner für Christian Dior) und schuf mit ihm für die Dior Haute Couture Kollektionen mit Harper’s Bazaar, opulente Szenerien mit Models und Pferden, wie man sie aus der Zeit des Spätbarock und der Renaissance von Schlachtgemälden kennt. Es entstand die Bilderserie „Galliano Royal“ auf großen Abzügen bis 10 Meter Breite. Die Werke dieser Serie hängen heute weltweit in vielen Galerien und Museen.
Diese Synthese aus Modefotografie und klassischer Malerei zeichnet Procters Werk aus und setzte sich auch in seinen Porträts fort. Er porträtierte Künstler wie Kanye West, Morgan Freeman, Pharrell Williams, Emma Watson, Florence Welch, Natalie Imbruglia, Laetitia Casta, Eva Green, Saoirse Ronan und Ellie Goulding, Mila Kunis, Àstrid Bergès-Frisbey, Marine Vacth. Auch Modemacher selbst lassen sich von ihm porträtieren, wie Giorgio Armani, Stella Tennant, Olivier Theyskens, Hussein Chalayan, Ajuma Nasenyana, Ilva Heitmann.
Als Pferdekenner widmet sich Simon Procter der Produktion von Pferde-Aufnahmen in Studiosituationen und erhält er für seine Fotos und Porträts in Großbritannien große Anerkennung. Anlässlich des Diamant-Jubiläums ihrer Majestät der Königin im Jahr 2012 wird das Sieben-Tage Pferderennen Royal Ascot zu einer der wichtigsten Veranstaltungen des Jahres. Simon Procter kreiert eine aufwendige Fotokampagne mit Modemachern wie Vivienne Westwood oder Dior.
Im selben Jahr beginnt er die Kollektionen für Dolce & Gabbana zu fotografieren und Steven Spielberg lädt ihn in seine Traumlandschaft ein, um Stars, Breaking Dawn-Star Dakota Fanning, Kiernan Shipka von Mad Men, Malin Åkerman und Evan Rachel Wood für das Harper’s Bazaar Feature „The Spielberg Connection“ zu fotografieren, die in Nachbildungen einiger der berühmtesten Szenen und Charaktere von Spielberg zu sehen sind.
Zum Film „Die fantastische Welt von Oz“ mit James Franco fotografiert Simon Procter 2013 Atlanta de Cadenet Taylor für Harper’s Bazaar in Louis Vuitton, Bottega Veneta und Svarovski für Harper’s Bazaar.
Im selben Jahr fotografiert Procter das Projekt Iconoclouds. Der Künstler Berndnaut Smilde hatte eine Innenraumwolke entwickelt und Procter fotografierte diese mit den fünf international bekanntesten Modedesignern zusammen: Karl Lagerfeld, Stefano Gabbana und Domenico Dolce, Alber Elbaz und Donatella Versace. Die Serie erscheint im amerikanischen Harper’s Bazaar.
Danach nutzte Procter seine einzigartige Kunstästhetik, um eine fotografische Technik zu entwickeln, die den großen Umfang einer Modenschau in einem architektonischen Raum, in dem sie stattfindet, einfängt und dokumentiert. Sein erstes Modefotografie-Projekt war das Fotografieren einer Dior-Show aus 30 Metern Höhe über dem Laufsteg. Die daraus entstandenen Aufnahmen wurden in zwei großen Artikeln im V Magazine veröffentlicht und bei Colette ausgestellt, mit einem Sponsoring von Armani und Prada. Die Pariser Luxusboutique Colette, war international bekannt durch ihre Kunstprojekte und nicht zuletzt durch den Dokumentarfilm „Colette Mon Amour“ aus dem Jahr 2020.
Weltweit lassen die Designer ihre Haute Couture Shows von Procter dokumentieren im Auftrag von Chanel, Givenchy, Valentino, Stella McCartney, Diane von Fürstenberg, Michael Kors, The Veil. Ein Teil dieser Arbeit erscheint 2014 in seinem Bildband „Modeland“ bei Rosenbaum Contemporary, Miami.
Die Republikanische Garde Frankreichs - der Polizeiverband der Nationalgarde lässt ein gigantisches Porträt von ihm anfertigen mit über 100 Personen, 20 Pferden und Motorrädern.
Seit seine Arbeiten 2008 auf der Art Basel Miami Beach ausgestellt und im Pariser Grand Palais, im Boston Museum of Fine Art, in der Art Basel Miami und im Museum für Moderne Kunst (MMOMA), Moskau, Russland gezeigt wurden, gilt er als einer der herausragendsten Fotografen seiner Generation in der heutigen zeitgenössischen Kunstszene. Seine Werke sind in Museen zu sehen und gehören heute zu den größten Kunstsammlungen der Welt.
Mehr als zehn Jahre lang verewigte Simon die opulenten Modenschauen, die Karl Lagerfeld für die renommiertesten Modehäuser der Welt kreierte. Die beiden verband ein besonderes Verhältnis. Der sonst scheue Lagerfeld ließ sich von Procter gern porträtieren. Lagerfeld inszenierte mit Procter gigantische Foto-Szenarien mit sich selbst und seinen Models vor allem für die Haute Couture von Chanel. Nach dem Tod von Karl Lagerfeld veröffentlichte Simon Procter unter dem Titel „Lagerfeld - the Chanel Shows“ die legendärsten Modenschauen der Welt und gewährt einen Blick hinter die Kulissen – in Bereiche, die normalerweise für die meisten unzugänglich sind. Die Kunstausstellung mit großformatigen Bildern ist vor allem eine Hommage an die Ikone Karl Lagerfeld.

## Ausstellungen
Lagerfeld: The Chanel Shows
- 2021: Art Gallery Dubai & Art Photo Expo[15][16][17]
- 2020: Rosenbaum Contemporary, Miami
- 2020: Four Seasons, London[18]
- 2019: The Royal Monceau Raffles Paris Gallery, Paris, Europe Book Launch[19][20]
- 2019: Rosenbaum Contemporary, Miami
- 2019: Art Basel Miami Beach, USA Book Launch
- 2018: Kate Vass Galerie, Monaco

Modeland
- 2018: Kate Vass Galerie, Monaco
- 2017: The Hermitage, Monaco

Simon Procter
- 2018: Kate Vass Galerie, Zürich
- 2017: Royal Monceau, Paris
- 2016: Bethina Von Anim Gallery, Paris
- 2015: Milk Studios, NYC
- 2012: Rosenbaum Contemporary Fine Art, Florida
- 2005: Colette, Paris

Fair booths
2021
- Rosenbaum Contemporary at Art Miami 2021, Rosenbaum Contemporary
- Rosenbaum Contemporary at Palm Beach Modern + Contemporary | Art Wynwood, Rosenbaum Contemporary

2020
- Rosenbaum Contemporary at Art Miami 2020, Rosenbaum Contemporary
- Rosenbaum Contemporary at Art Palm Springs 2020, Rosenbaum Contemporary
- Rosenbaum Contemporary at Palm Beach Modern + Contemporary 2020, Rosenbaum Contemporary

2019
- Rosenbaum Contemporary at Art Miami 2019, Rosenbaum Contemporary
- Rosenbaum Contemporary at ZⓈONAMACO 2019, Rosenbaum Contemporary
- Rosenbaum Contemporary at Palm Beach Modern + Contemporary 2019, Rosenbaum Contemporary

2018
- Rosenbaum Contemporary at Art Miami 2018, Rosenbaum Contemporary
- Rosenbaum Contemporary at Seattle Art Fair 2018, Rosenbaum Contemporary
- Rosenbaum Contemporary at Palm Beach Modern + Contemporary 2018, Rosenbaum Contemporary

2017
- Rosenbaum Contemporary at Art Miami 2017, Rosenbaum Contemporary
- Rosenbaum Contemporary at Seattle Art Fair 2017, Rosenbaum Contemporary

2016
- Rosenbaum Contemporary at Art Miami 2016, Rosenbaum Contemporary

2015
- Rosenbaum Contemporary at Art Miami 2015, Rosenbaum Contemporary
- Rosenbaum Contemporary at Art Southampton 2015, Rosenbaum Contemporary
- Rosenbaum Contemporary at Art Miami New York 2015, Rosenbaum Contemporary

2014
- Rosenbaum Contemporary at Art Miami 2014, Rosenbaum Contemporary
- Rosenbaum Contemporary at Art Southampton 2014, Rosenbaum Contemporary
- Rosenbaum Contemporary at Art Market Hamptons 2014, Rosenbaum Contemporary

Group shows
2021
- Summer 2021, Rosenbaum Contemporary

2020
- Summer Selections 2020, Rosenbaum Contemporary

2019
- Summer Selections, Rosenbaum Contemporary

2018
- Kate Vass Galerie, Monaco
- Art and Fashion, Miami
- Royal Monceau, Paris

2016
- Spring Selections, Rosenbaum Contemporary

2015
- Timeless Beauty: Manolo Valdés and Simon Procter, Rosenbaum Contemporary
- Qingdao museum of modern Art, China, Guest of Honour

2014
- St. Regis, Miami, Teil der ständigen Sammlung

2011-2015
- Lady Dior and the artists, World touring group exhibition with David Lynch

2009 to 2010
- Art Photo, Ständige Sammlung, NYC

2009
- Christian Dior presents the exhibition „Christian Dior, 60 years of Photography“, Museum für moderne Kunst Moskau[21]

2008
- Art Basel Miami Beach, Fashion Photo exhibition, Miami

2006
- Boston Museum of art, Boston

## Filmemacher
Neben seiner Arbeit als Fotograf beginnt Simon Procter mit der Produktion von Kunstfilmen. 2015 gründete Simon Orcadia Film, eine Kinoproduktionsfirma.

## Publikationen (Auswahl)
- Lagerfeld: The Chanel Shows. Rizzoli, 2019, ISBN 978-0-8478-6381-5, 108 Seiten
- Modeland. Rosenbaum Contemporary, 2014, ISBN 978-0-615-91829-7, 112 Seiten
- New York Times Style Magazine. New York Times, 2005, 112 Seiten